# 大宮英明
大宮 英明（おおみや ひであき、1946年7月25日-  ）は、日本の経営者。三菱重工業社長、会長を務めた。

## 来歴・人物
長野県出身。都立日比谷高校を経て、1969年に東京大学工学部を卒業した後に三菱重工業に入社した。
2002年6月に取締役に就任し、常務を経て、2007年4月に副社長に就任した。2008年4月に社長に昇格し、2013年4月から会長を務めた。この間、「Mitsubishi SpaceJet」（旧MRJ、現MSJ）事業構想の具体化から、会長時代には同機の納入段階まで開発を漕ぎ着けた。
2011年から2015年までに日本経済団体連合会副会長を務めた